# Canidole Grande
Canidole Grande (in croato Vele Srakane) è un'isola della Croazia che fa parte dell'arcipelago delle isole Quarnerine ed è situata a sudest della punta meridionale della penisola d'Istria. Assieme a Canidole Piccola compone le isole Canidole.
Amministrativamente appartiene alla città di Lussinpiccolo, nella regione litoraneo-montana.

## Geografia
Situata nella parte meridionale del Quarnaro, tra Unie e Sansego, Canidole Grande si trova 35 km a sudest dell'Istria e 3,55 km a ovest dell'isola di Lussino. Il canale di Unie la separa da Lussino, mentre lo stretto Bocca di Zapal Grande (prolaz Veli Žapal) la separa da Unie; a sudest, invece, è lo stretto Bocca di Slapich (prolaz Žaplić), largo meno di 200 m, a separarla da Canidole Piccola.
Canidole Grande si sviluppa in direzione nordovest-sudest per 3,33 km, da punta Guardia (rt Straža) a punta Slapich (rt Zaplić), e raggiunge una larghezza massima di 490 m; la sua superficie è di 1,186 km².
Canidole Grande ha una forma stretta e allungata con una piccola strozzatura nella parte meridionale che forma una coppia di insenature. A nord, l'isola raggiunge la sua elevazione massima di 59,5 m s.l.m. (monte della Guardia, Vela Straža) Le coste si sviluppano per 7,441 km.

## Storia

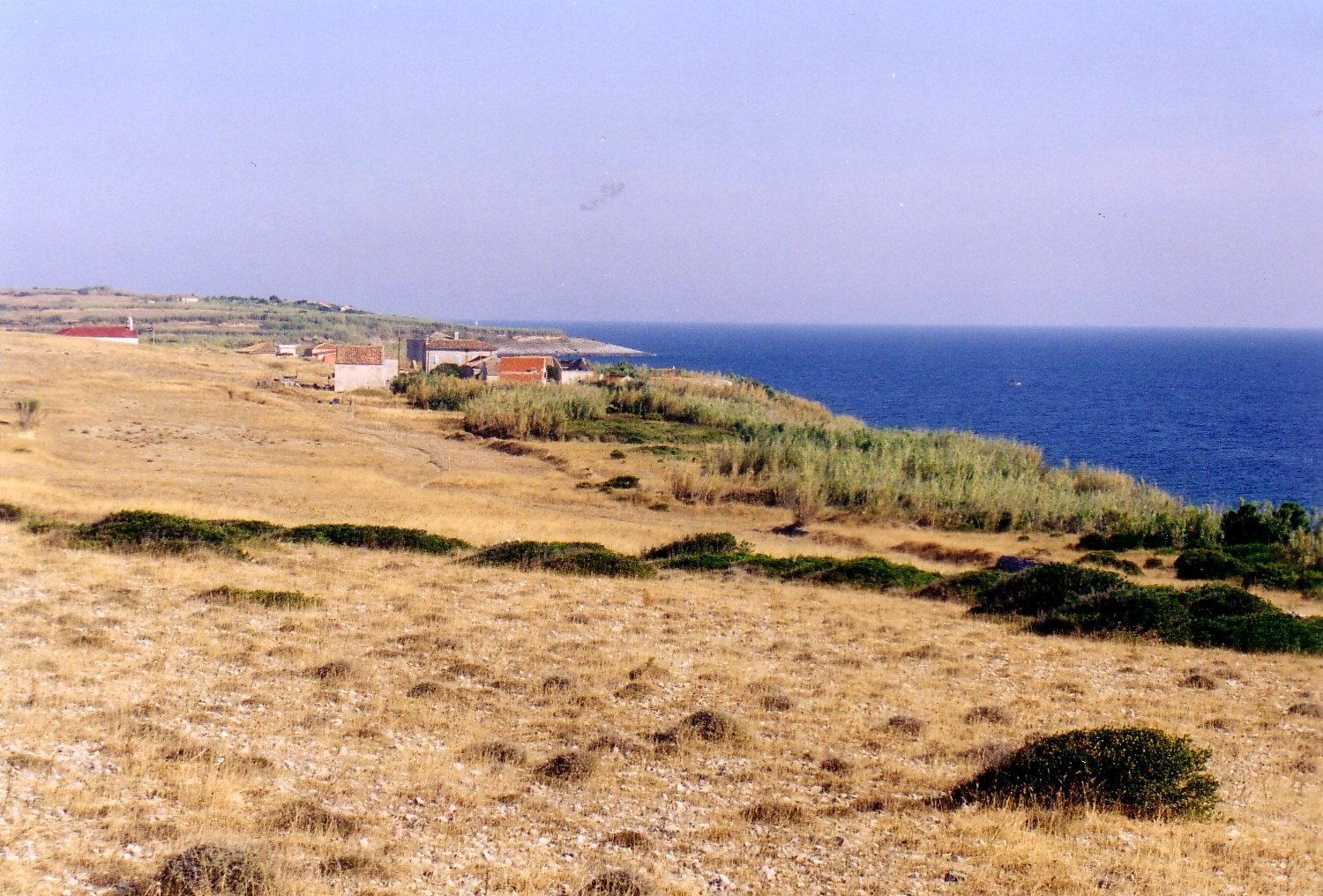
Vista dell'isola nei pressi del villaggio omonimo

Nel piccolo villaggio omonimo c'è una pietra tombale di epoca romana e una chiesetta dedicata a sant'Anna.
Sul monte della Guardia ci sono i resti di una fortificazione preistorica: una costruzione semicircolare usata come difesa contro i predoni del mare. Durante tutto il Medioevo fece parte della Repubblica di Venezia; in seguito, sotto il governo dell'impero austro-ungarico ricevette il nome di Groß Kanidol. Dopo la prima guerra mondiale entrò a far parte del Regno d'Italia, mentre al termine della seconda guerra mondiale fu ceduta alla Jugoslavia.
Al censimento del 2011, la popolazione dell'isola era di soli 3 abitanti.